# Nathan Cox
Nathan "Karma" Cox, född 10 juni 1971, är en amerikansk filmregissör- och klippare med musikvideor som inriktning. Cox har framförallt arbetat med band inom rock- och metalgenrerna, däribland System of a Down, Disturbed, Linkin Park, Chevelle och Lacuna Coil.

## Musikvideor
- 1997: "Loco" - Coal Chamber
- 1998: "Sugar" - System of a Down
- 2000: "Synthetic" - Spineshank
- 2000: "What's the Dillio?" - Mest
- 2000: "Angel's Son" - Sevendust
- 2000: "Ty Jonathan Down" - Videodrone & Jonathan Davis
- 2000: "Satisfied" - 8stops7
- 2000: "Stupify" - Disturbed
- 2001: "Points of Authority" - Linkin Park
- 2001: "Papercut" - Linkin Park (medregissör Joe Hahn)
- 2001: "Alone (No More)" - Craving Theo
- 2001: "Moto Psycho" - Megadeth
- 2001: "Down with the Sickness" - Disturbed
- 2001: "Crashing Around You" - Machine Head
- 2002: "Pitiful" - Blindside
- 2002: "Dem Girlz" - Oxide & Neutrino
- 2002: "In the End" - Linkin Park (medregissör Joe Hahn)
- 2002: "Cold" - Static-X
- 2002: "I Feel So" - Box Car Racer (medregissör Tom DeLonge)
- 2002: "The Red" - Chevelle
- 2003: "Good Times" - Finger Eleven
- 2003: "Something Beautiful" - Cauterize
- 2004: "Guilty" - The Rasmus
- 2004: "Looks Like They Were Right" - Lit
- 2004: "Personal Jesus" - Marilyn Manson (medregissör Marilyn Manson)
- 2004: "Redefine" - Soil
- 2004: "Vitamin R (Leading Us Along)" - Chevelle
- 2005: "Liberate" - Disturbed
- 2005: "Little Sister" - Queens of the Stone Age (medregissör Josh Homme)
- 2005: "Stricken" - Disturbed
- 2005: "Drive Away" - Gratitude
- 2005: "The Clincher" - Chevelle
- 2005: "Right Here" - Staind
- 2006: "The River" - Live
- 2006: "Kill to Believe" - Bleeding Through (medregissörer Zach Merck och Kevin Leonard)
- 2006: "Our Truth" - Lacuna Coil (medregissör Zach Merck)
- 2006: "Killing Loneliness" - HIM
- 2006: "Enjoy the Silence" - Lacuna Coil (medregissör Zach Merck)
- 2006: "Anthem (We Are the Fire)" - Trivium
- 2006: "Closer" - Lacuna Coil (medregissör Zach Merck)
- 2007: "Not All Who Wander Are Lost" - DevilDriver
- 2007: "The Running Free" - Coheed and Cambria
- 2007: "One Love" - Aiden
- 2008: "Runnin' Wild" - Airbourne
- 2009: "Running to the Edge of the World" - Marilyn Manson (medregissör Marilyn Manson)
- 2009: "No Surprise" - Daughtry
- 2009: "Inside the Fire" - Disturbed
- 2009: "Jars" - Chevelle
- 2010: "Gods and Punks" - Monster Magnet
- 2010: "Let the Guilt Go" - Korn
- 2011: "You Only Live Once" - Suicide Silence
- 2011: "Fallen Angels" - Black Veil Brides
- 2011: "New York City Moves to the Sound of L.A." - Funeral Party
- 2011: "The Last Time" - All That Remains
- 2011: "This Little Girl" - Cady Groves
- 2012: "Let's Get It Crackin'" - Deuce & Jeffree Star
- 2012: "I Came to Party" - Deuce
- 2012: "America" - Deuce
- 2014: "Would You Still Be There" - Of Mice & Men
- 2014: "You Can't Stop Me" - Suicide Silence

Källa: